# 荒川高三郎

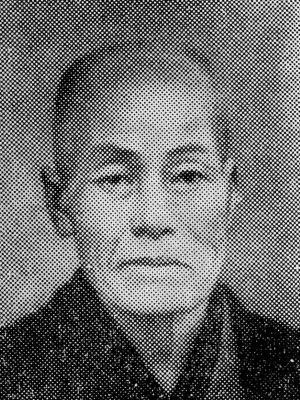
荒川高三郎

荒川 高三郎（あらかわ たかさぶろう、慶応2年1月4日〈1866年2月18日〉- 1935年〈昭和10年〉12月23日）は、明治から昭和初期の農業経営者、政治家。衆議院議員、群馬県邑楽郡三野谷村長。旧姓・島田。足尾鉱毒問題における田中正造の同労者。

## 経歴
下野国足利郡村上村（栃木県足利郡村上村、吾妻村を経て現佐野市村上町）で島田次郎次の三男として生れ、群馬県邑楽郡三野谷村上三林（現館林市上三林）の豪農・荒川家の養子となる。漢学、国学を修めた。
1889年（明治22年）三野谷村収入役に就任。以後、三野谷村会議員、学務委員などを務めた。1896年（明治29年）群馬県会議員に選出され、1907年（明治40年）9月まで在任。1897年（明治30年）三野谷村長に就任。この頃、足尾鉱毒問題に取り組んだ。
1898年（明治31年）3月、第5回衆議院議員総選挙（群馬県第2区）で当選し、衆議院議員に1期在任した。
1911年（明治44年）邑楽郡会議員に就任し、同議長も務めた。その他、新田養蚕組合長などにも在任した。
墓所は館林市の遍照寺。

## 国政選挙歴
- 第5回衆議院議員総選挙（群馬県第2区、1898年3月、進歩党）当選[6]
- 第6回衆議院議員総選挙（群馬県第2区、1898年8月、憲政本党）次点落選[6]
- 第7回衆議院議員総選挙（群馬県郡部、1902年8月、憲政本党）落選[8]